# Listolet
Listolet je česká folková hudební skupina z Brna, hlásící se k původu ze západních Karpat. Ve své tvorbě mísí prvky folku a elektronické hudby, sama sebe označuje za trance-folkovou kapelu.

## Historie
Skupinu založili na podkladě dřívější skupiny Krutý omyl Tomáš Háček, Jakub Navrátil, Marek Vráblík, Martin Susedík, Vojtěch Pajer a Petr Kuczman v roce 2008 nejprve jako studiový projekt; na jaře 2010 začali vystupovat i veřejně. Poprvé na sebe skupina více upozornila na jaře 2012 coververzí písně Chceš mě? Chci tě! od Mňágy a Žďorp na jejich albu Dáreček; v témže roce vydali své debutové album Listolet. V roce 2013 vydali své druhé album Malý kluk a do rádií pronikl jejich singl Lullaby (Ukolébavka) nahraný spolu s Beatou Bocek.

## Obsazení
- Tomáš Háček – akordeon, klávesy, keytar, zpěv
- Jakub Navrátil – mandolína, kytara, saxofon, zpěv
- Marek Vráblík – baskytara, kontrabas
- Ondřej Bulla – kytara, saxofon, zpěv
- Vojtěch Bystrý – bicí
- Martin Kučera – trubka

Listolet často spolupracuje s dalšími umělci, např. Jakubem Čermákem, Jardou Svobodou nebo Lucií Páchovou.

## Tvorba
Skupina ve své tvorbě čerpá z mnoha směrů a díky multiinstrumentalismu svých členů je její zvuk velmi pestrý. Texty se pohybují od všedních příběhů po surrealismus, časté jsou slovní a jazykové hříčky.
- Listolet (2012) – debutové album
- Malý kluk (2013)
- Hermelín (2014, singl)[9]
- Pětiminutový tulák (2019)[10]

### Sólové projekty
Jakub Navrátil utvořil s Věrou Kafkovou city-folkové duo Láska, které v roce 2015 vydalo u Indies Scope album Teplé místo.
Tomáš Háček v roce 2020 vydal na Bandcampu album instrumentálních ambientních skladeb Littlewood Songs, v roce 2021 jej vydal i v limitované edici magnetofonových kazet.